# 크리스털 팰리스 FC
크리스탈 팰리스 풋볼 클럽(영어: Crystal Palace Football Club)는 잉글랜드의 축구 클럽으로 런던에 소재한 자치구인 크로이던 구를 연고로 한다. 이 클럽은 현재 프리미어리그에 속해 있으며 1905년에 창립되었다. 2013년 카디프 시티, 헐 시티와 함께 프리미어리그로 승격되었다.

### 프리미어 리그로의 복귀

크리스털 팰리스의 팀창단 이후부터 현재까지의 리그성적이다.

## 유니폼
푸른색과 빨간색이 줄무늬 형식으로 되어있다.
| Year      | 유니폼 제조사      | 팀의 스폰서         |
| --------- | ------------------ | ------------------- |
| 1975–77   | 엄브로             | None                |
| 1977–80   | Admiral Sportswear | None                |
| 1980–83   | 아디다스           | None                |
| 1983–84   | 아디다스           | Red Rose            |
| 1984–85   | 험멜               | None                |
| 1985–86   | 험멜               | Top Score           |
| 1986–87   | 험멜               | AVR                 |
| 1987–88   | Admiral Sportswear | Andrew Copeland     |
| 1988–91   | Bukta              | 버진 애틀랜틱 항공  |
| 1991–92   | Bukta              | Tulip Computers     |
| 1992–93   | Ribero             | Tulip Computers     |
| 1993–94   | Ribero             | TDK                 |
| 1994–96   | Nutmeg             | TDK                 |
| 1996–99   | 아디다스           | TDK                 |
| 1999–2000 | TFG Sports         | Various sponsors    |
| 2000–01   | TFG Sports         | Churchill Insurance |
| 2001–03   | 르꼬끄             | Churchill Insurance |
| 2003–04   | Admiral Sportswear | Churchill Insurance |
| 2004–06   | 디아도라           | Churchill Insurance |
| 2006–07   | 디아도라           | GAC Logistics       |
| 2007–09   | Erreà              | GAC Logistics       |
| 2009–12   | 나이키             | GAC Logistics       |
| 2012–2014 | Avec               | GAC Logistics       |
| 2014–2016 | Macron             | Neteller            |

## 엠블럼
엠블럼에는 과거부터 독수리 문양이 새겨져 있었으며 최근에 와서 궁전 형식의 모양이 새로 추가가 되었다.

## 라이벌과의 관계
크리스털 팰리스는 런던 내의 첼시 FC, 토트넘 홋스퍼, 아스널 FC, 웨스트햄 유나이티드, 퀸즈파크 레인저스, 풀럼 FC등이 라이벌이며 특히 첼시 FC와의 경기는 항상 남부와 서부간 최고의 팀들의 대결로 항상 웬만한 더비 못지 않게 항상 뜨거운 대결을 펼친다.

### 크리스털 팰리스의 치어리더

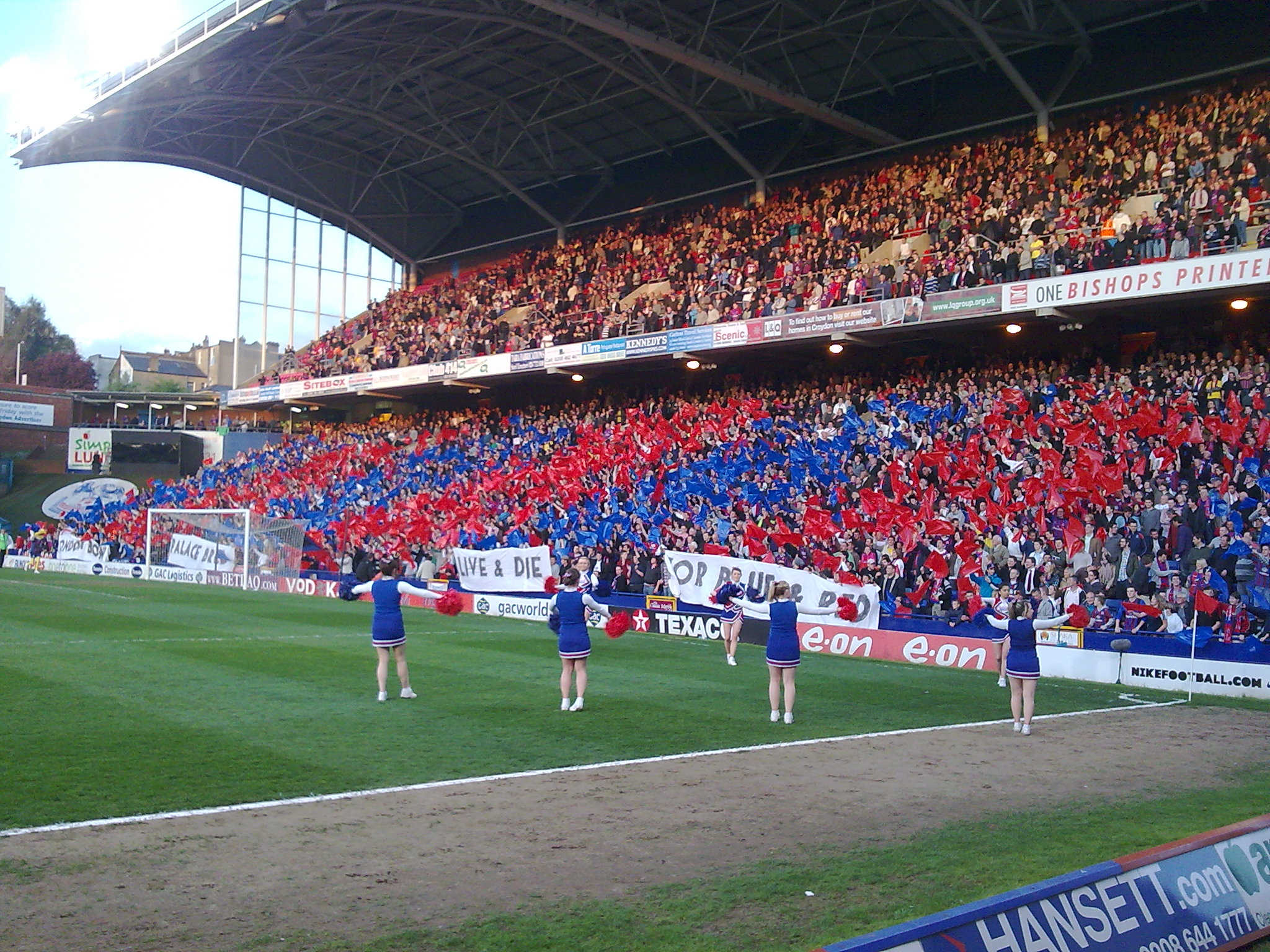
프리미어리그 유일의 치어리더가 있는 크리스털 팰리스, 홈경기 시작전 치어리더들인 수정미녀들이 퍼포먼스를 선보이고 있다. 2010년

## 홈구장
토드 보엘리

## 역대 감독
| 감독            | 임기        |
| --------------- | ----------- |
| 테리 베너블스   | 1976 ~ 1980 |
| 테리 베너블스   | 1998 ~ 1999 |
| 로이 호지슨     | 2017 ~ 2021 |
| 로이 호지슨     | 2023 ~ 2024 |
| 올리버 글라스너 | 2024 ~      |

## 역대 우승기록
크리스털 팰리스 FC의 수상 경력은 다음과 같다.

### 리그
- 풋볼 리그 1부 (1부)
  - 3위 (1): 1990-91

### 컵
- FA컵
  - 우승 (1): 2024-25
  - 준우승 (2): 1989-90, 2015-16

- FA 커뮤니티 실드
  - 우승 (1): 2025

- 풀 멤버스컵
  - 우승 (1): 1990-91

- 런던 챌린지컵
  - 우승 (3): 1912-13, 1913-14, 1920-21

- 리그컵
  - 준우승 (4): 1993, 1995, 2001, 2012

## 선수 명단

### 현재 선수 명단
2024년 8월 31일 기준
참고: FIFA 자격 규정에 따라 소속된 국가대표팀 국기를 표시합니다. 선수는 복수의 FIFA 비회원국 국적을 가지고 있을 수 있습니다.
| 번호 | 포지션 | 국적     | 이름               |
| ---- | ------ | -------- | ------------------ |
| 1    | GK     | 잉글랜드 | 딘 헨더슨          |
| 2    | DF     | 잉글랜드 | 조엘 워드 (주장)   |
| 3    | DF     | 잉글랜드 | 타이릭 미첼        |
| 4    | DF     | 잉글랜드 | 롭 홀딩            |
| 5    | DF     |          | 막상스 라크루아    |
| 6    | DF     | 잉글랜드 | 마크 게히 (부주장) |
| 7    | FW     | 세네갈   | 이스마일라 사르    |
| 8    | MF     | 콜롬비아 | 제퍼슨 레르마      |
| 9    | FW     | 잉글랜드 | 에디 은케티아      |
| 10   | MF     | 잉글랜드 | 에베레치 에제      |
| 11   | MF     |          | 마테우스 프랑카    |
| 12   | DF     | 콜롬비아 | 다니엘 무뇨스      |

| 번호 | 포지션 | 국적     | 이름                               |
| ---- | ------ | -------- | ---------------------------------- |
| 14   | FW     |          | 장필리프 마테타                    |
| 15   | MF     | 가나     | 제프리 슐루프                      |
| 16   | DF     | 잉글랜드 | 트레보 찰로바 (첼시에서 임대)      |
| 17   | DF     | 잉글랜드 | 너새니얼 클라인                    |
| 18   | MF     |          | 가마다 다이치                      |
| 19   | MF     | 잉글랜드 | 윌 휴스                            |
| 20   | MF     | 잉글랜드 | 애덤 워튼                          |
| 26   | DF     |          | 크리스 리처즈                      |
| 28   | MF     | 말리     | 셰이크 두쿠레                      |
| 30   | GK     |          | 맷 터너 (노팅엄 포리스트에서 임대) |
| 31   | GK     | 잉글랜드 | 레미 매슈스                        |
| 34   | DF     | 모로코   | 샤디 리아드                        |

### 임대 선수 명단
참고: FIFA 자격 규정에 따라 소속된 국가대표팀 국기를 표시합니다. 선수는 복수의 FIFA 비회원국 국적을 가지고 있을 수 있습니다.
| 번호 | 포지션 | 국적     | 이름                                         |
| ---- | ------ | -------- | -------------------------------------------- |
| —    | GK     | 잉글랜드 | 오웬 굿먼 (AFC 윔블던으로 임대)              |
| —    | GK     | 잉글랜드 | 조 휘트워스 (엑서터 시티로 임대)             |
| —    | DF     | 아일랜드 | 타요 아다라몰라 (스톡포트 카운티로 임대)     |
| —    | MF     |          | 나우이루 아하마다 (렌으로 임대)              |
| —    | MF     | 잉글랜드 | 말콤 에비오웨이 (옥스퍼드 유나이티드로 임대) |
| —    | MF     | 잉글랜드 | 데이비드 오조 (더비 카운티로 임대)           |

| 번호 | 포지션 | 국적     | 이름                                     |
| ---- | ------ | -------- | ---------------------------------------- |
| —    | MF     | 아일랜드 | 킬리언 필립스 (세인트 미렌으로 임대)     |
| —    | FW     |          | 오드손 에두아르 (레스터 시티로 임대)     |
| —    | FW     | 잉글랜드 | 아데몰라 올라아데보미 (베베런으로 임대)  |
| —    | FW     | 잉글랜드 | 루크 플런지 (HJK로 임대)                 |
| —    | FW     | 잉글랜드 | 제서런 락사키 (셰필드 유나이티드로 임대) |
| —    | FW     | 잉글랜드 | 로션 매서린 (하틀풀 유나이티드로 임대)   |

## 같이 보기
- 크리스털 팰리스 볼티모어